# インドの有人宇宙飛行計画
インドの有人宇宙飛行計画（インドのゆうじんうちゅうひこうけいかく）は、インド宇宙研究機関 (ISRO)による2人乗りのISRO軌道周回機を低軌道へ送る計画である。宇宙船を打ち上げるロケットにはGSLV-IIIが使用される見通しである。2010年時点では2016年の実施を目標としていたが、2015年には2021年頃になるとの見解が示された。それも超過した2022年時点では2024年頃と報じられ、宇宙船の無人試験飛行を実施した2023年時点では2025年、さらに2024年11月時点では2026年となっている。

## フライトおよびインフラの概要
有人飛行計画において主な事項は2人を安全に軌道へ送り、2日間で数周してから帰還させるための完全自律型の3トンのISRO軌道周回機(OV)の開発である。使い捨て仕様の宇宙船は最長7日間滞在でき、ランデブーしたり宇宙ステーションや軌道周回プラットホームに接続できる能力を持つ。
ISROではOV宇宙船をGSLV-Mk IIIで打ち上げる予定である。サティシュ・ダワン宇宙センター(SDSC)から打ち上げてから約16分後に高度300kmから400kmの地球周回軌道に投入される。カプセルは帰還時にインド洋（ベンガル湾）に着水する予定である。
サティシュ・ダワン宇宙センター(SDSC)の局長であるMC DathanによるとISROは宇宙飛行士の訓練施設をバンガロールに設置する。ケンペゴウダ国際空港の向こうに140 acres (0.57 km2) の施設が確認できる。1,000 crore（2億2700万ドル）をかけて宇宙飛行士の無重力環境下や救助や回収の訓練や放射線環境の調査や宇宙での長期間の水の循環の模擬実験が行われる。ISROは離床時の高加速度環境下における宇宙飛行士の訓練に用いる遠心力を用いた訓練装置を建設予定である。
飛行士は200人のインド空軍のパイロットから選抜する予定である。ISROは戦闘機のパイロットから条件に見合った者を選抜する作業をしている。選定工程はアメリカ航空宇宙局の選抜方法を参考にしている。最初の任務では200人中4人だけが選ばれ訓練を受ける。そのうち2人は飛行し残りは待機する。2009年時点では、2012年に4人が選ばれる予定とされていた。
ISROは同様に有人宇宙船を打ち上げるための乗員乗り込み口や緊急脱出装置を備えた3番目の打ち上げ施設をシュリーハリコータに建設予定である。計画では新しい射場の建設費は600 crore（1億3620万ドル）である。その場所はアーンドラ・プラデーシュ州の東海岸のChennaiの北の約100kmに位置するサティシュ・ダワン宇宙センターの3番目の射場である。

## 計画の推移

### 本格化まで
2007年8月9日にISROの議長であるG. Madhavan Nairは有人宇宙飛行を"真剣に考えている"と述べた。彼は年次報告書でISROは新しいカプセルの技術を開発すると述べている。
2人を低軌道へ送る完全自律型軌道周回機の開発は当時既に開始されていた。ISROはこの当時、2016年の打ち上げを予定していた。政府は2007年から2008年に95crore（2160万ドル）をこの計画に割り当てた。
有人宇宙飛行には7年間で約12,400 crore（28億ドル）が必要とされた。計画委員会によると初期の有人宇宙飛行の作業に第11次5ヵ年計画(2007–12)で 5,000 crore（11億ドル）の予算が必要とされる。ISROによる計画の報告は宇宙委員会に承認された。2009年2月インド政府は2016年の有人宇宙飛行計画を承認した。
有人宇宙計画への挑戦の一環としてPSLVロケットで600kgの「宇宙カプセル回収実験」(SRE)が打ち上げられ12日後に安全に回収された。これによりインドは大気圏再突入技術における耐熱材料の開発能力を実証した。

### 予算化と停滞から再開へ
2009年春、実物大のカプセルの模型がvyomanauts訓練の為にサティシュ・ダワン宇宙センターに納入された。
2010年1月、ISROの軌道周回機は2016年頃に宇宙飛行士を打ち上げ予定であると発表された。後述の通り、インドの独自に開発した宇宙船による宇宙飛行に先立って2013年にインド人の宇宙飛行士をロシアのソユーズ宇宙船で飛行させる予定だった。
インド宇宙研究機関は、2012年のバンガロールへの訓練施設開設に加え、最初の有人宇宙飛行と同様に2020年以降の有人月探査の訓練も視野に入れているとされた。報道関係者にこれを開示したISROの議長のNairは、「私たちはいくつかの候補地からバンガロールを選んだ。私たちは航空医学研究所をこの街に持ち、宇宙飛行士の訓練に大きく貢献する事が期待される」と述べた。
しかし、2012年4月に深刻な財政難により将来の計画が危ぶまれると報告され、2013年8月に全てのインドの有人宇宙飛行計画はISROの優先順位からはずすと発表された。
その後、2014年初頭に計画は再検討され、2月に主要な予算の一部が増額されると発表された。この直前の2014年1月にISROの議長は2014年に飛行試験を実施することを発表した。SRE-1ミッションと同様に機体はベンガル湾に着水した。
2014年12月18日、ISROはGSLV-IIIロケットの弾道飛行実験をおこない、この際に無人の乗員モジュールを搭載してその回収実験がおこなわれた。
2023年10月、ISROはガガンヤーンと名付けた宇宙船の無人試験飛行を実施し、この際に有人飛行は2025年に実施の可能性が高いと報じられた。

### ロシアの協力（取り下げ）
ロシアとインドは長年宇宙開発で協力してきた歴史がある。1984年、インド人初の宇宙飛行士となったラケッシュ・シャルマは、旧ソビエト連邦のインターコスモスにより、ソユーズT-11に搭乗してサリュート7号に滞在した。2006年にシャルマは科学者の一人としてインドの有人宇宙飛行計画の提案を承認した。
ロシア大統領のドミートリー・メドヴェージェフがインドを訪問中だった2008年12月5日に、インド宇宙研究機関の議長であるG. Madhavan Nairとロシアのアナトーリー・ペルミノフの間で有人宇宙飛行の協定が調印された。合意によるとインドの宇宙飛行士はロシアの宇宙船に2013年に搭乗し、上記のインドとしての有人宇宙飛行は2016年を予定していた。Nairは「合意によれば最初はインド人の宇宙飛行士はロシアの宇宙船で宇宙に行く。これは2015年に予定される」「私たちはロシアのソユーズ宇宙船を私たちの目的のために再設計する」と語った。ロシア宇宙機関は同様に飛行士の選定、訓練や機動周回機の製造でも協力することになっていた。ISROの有人宇宙飛行計画は、ロシア連邦宇宙局との協力により恩恵を受けると予想された。
しかし、2010年10月にこの選択肢は取り下げられた。

### 2018年の動き
2018年8月、ナレンドラ・モディ首相は、2022年までに少なくとも1人の飛行士が乗った宇宙船を打ち上げる計画を公表したが、内閣の承認が得られず一時頓挫。同年中に計画の再検討が行われた結果、2018年12月28日、政府は2022年までに宇宙飛行士3人を乗せる宇宙船の発射計画を発表した。しかしその後、新型コロナウイルス感染症の流行により計画は遅延し、2022年1月の時点では無人機の打上げが2023年、有人飛行は2024年になると報じられている。

## 宇宙飛行士
2024年2月27日、ナレンドラ・モディ首相は、有人宇宙飛行に参加する4名の宇宙飛行士(Vyomnauts)の氏名(Prashanth Balakrishnan Nair、Angad Prathap、Ajit Krishnan、Shubanshu Shukla)を公表した。彼らは全員、長期間インド空軍においてテストパイロットとして勤務した経験を有し、ISS（国際宇宙ステーション）でのミッションに参加する予定である。

## 文献
- India's Space Odyssey - by Raj Chengappa - India Today, pp 60 to 66 - February 5, 2007
- http://planningcommission.nic.in:80/aboutus/committee/wrkgrp11/wg11_subspace.pdf
- http://www.indianexpress.com/news/plan-panel-okays-isro-manned-space-flight/426945/